# Taepyeongso
El taepyeongso (lit. "gran instrument de vent de la pau", també anomenat hojok, hojeok 호적 胡 笛, nallari, o saenap, 嗩吶) és un instrument de vent de doble canó, d'origen coreà, de la família shawm o oboè, probablement descendent de la zurna persa, i relacionat amb la suona xinesa. Té un cos de fusta cònic fabricat amb Yuzu (llimona), daechu (ginjoler) o fusta de morera groga, amb una boquilla metàl·lica i una campana de metall en forma de copa.
El so fort i perforant que produeix s'ha mantingut confinat gairebé exclusivament a la música tradicional coreana d'on és originari (especialment per al "Pungmul" o "música de banda dels agricultors") i a bandes de música diriegides per a la reialesa dins del gènere conegut com a "daechwita". Tanmateix, també s'utilitza amb moderació en altres gèneres, incloent-hi la música ritual confuciana, budista i xamanista i la música neo-tradicional/de fusió.
La majoria dels instruments tradicionals de vent a Corea són de bambú. Però la "gwandae", la caixa de so de "taepyeongso", de 30 centímetres de longitud, està feta de fusta dura, com ara un arbre de jujube. La característica especial de taepyeongso és que fa un so metàl·lic totalment diferent del so produït per instruments musicals de bambú. A causa del seu so fort i sonor, però, clar, se sol utilitzar a l'aire lliure quan va dirigit a convocar persones. No només es fa servir durant marxes militars, sinó que també s'utilitza en altres ocasions especials per la banda de "pungmul". Les companyies d'entreteniment que viatjaven per tot el país també utilitzaven el "taepyeongso" per convocar grups de persones.

## Origen i evolució
El taepyeongso va ser introduït per primera vegada durant el període del Regne de Goryeo (918-123), potser des de la Xina. Es diu que l'instrument de vent es va originar a l'Àsia central on es va tocar un instrument musical anomenat "surnay" o "zurna". A mesura que surnay va arribar a la Xina també va ser cridat per nous monikers com a "surla" o "sornai". A Corea, també va ser anomenat "saenap". Al tractar-se d'un instrument de vent de la Xina, també es coneix com a "hojeok" mentre que també s'anomena "nallari" a causa del seu so únic.
El so del "taepyeongso" és molt bonic, però, alhora, trist quan se sent des de lluny. A la dècada de 1970, una variant de l'instrument, anomenada "jangsaenap" es va desenvolupar a Corea del Nord. És més llarg que el "taepyeongso" i té més forats per ampliar el rang de notes que es poden reproduir. Els forats no es cobreixen amb els dits, però es reprodueixen els sons utilitzant una funció especial anomenada "nurugae" per reproduir diverses peces musicals. A causa que Corea està dividida en Corea del Sud i Corea del Nord, cada país ha desenvolupat la seva pròpia música tradicional. Al Japó, hi ha un grup de músics anomenats "Geumgangsan Opera Troupe" que segueix la versió de Corea del Nord. El seu funcionament va ser introduït recentment a Seül i també va captar l'atenció del públic.